# Santa Tell Me
Santa Tell Me é uma canção da cantora estadunidense Ariana Grande, para o Natal de 2014. Foi escrita por Grande, Ilya Salmanzadeh e Savan Kotecha. A canção foi lançada em 24 de novembro de 2014 em download digital.

## Antecedentes
Grande lançou um EP em 17 de dezembro de 2013 intitulado Christmas Kisses. O extended play contém 4 canções: duas covers de músicas clássicas, sendo elas "Santa Baby" e "Last Christimas", e duas originais, "Love Is Everything" e "Snow In California".
A música foi mencionada pela primeira vez em 28 de outubro de 2014 em uma livestream no Twitcam. Ela disse que ela não queria fazer uma canção de Natal em primeiro lugar, mas ela mudou de ideia. Ariana também anunciou que um videoclipe acompanharia "Santa Tell Me", e que essa música era sua canção favorita de Natal fora de todas que ela tinha gravado até agora.
Ela anunciou oficialmente a canção e seu título em sua página do Twitter em 13 de novembro de 2014.

## Promoção
Ariana usou a hashtag #10DaysTilSantaTellMe no Twitter para iniciar a contagem regressiva de 10 dias do lançamento da canção. Em 18 de novembro, a capa da música foi lançada. Ela  retrata uma simples luz de fundo rosa com as palavras "Santa Tell Me" escritas no meio no script de ouro. Em 21 de novembro, Republic Records também lançou um trecho de 15 segundos de "Santa Tell Me" através de sua página do Instagram. Ariana twittou a última hashtag em 23 de novembro, #SantaTellMeTonight. Ela também postou o link do iTunes da canção, que foi então disponível para pré-encomenda. "Santa Tell Me" foi lançado à meia-noite em 24 de novembro no iTunes. O áudio também foi enviado a canal oficial no YouTube de Grande, ArianaGrandeVevo, em 24 de novembro. Logo após seu lançamento, o vídeo da letra foi enviado para VEVO no dia 26 de novembro. Ele contém várias fotos de Ariana, como um bebê e de sua infância durante o Natal. O vídeo original foi lançado em 12 de dezembro de 2014. Com uma produção bem caseira, mostra Ariana com seus amigos dançando a música.

## Composição
"Santa Tell Me" é uma canção de Natal com influências de R&B. Está escrito na tonalidade de sol maior. Os vocais de Grande abrangem de B3 para A5. A letra da canção é sobre como Ariana está decepcionada com o Papai Noel não visitá-la e não conceder o seu desejo de Natal, e ela pergunta se ele realmente se importa. Ela canta, "Papai Noel, me disse se você está realmente lá / Não faça me apaixonar de novo, se ele não vai estar aqui no próximo ano / Noel me disse se ele realmente se importa / Porque eu não posso dar tudo embora se ele não estará aqui no próximo ano".

## Recepção da crítica
A canção recebeu respostas geralmente positivas depois que foi lançado. Jessica Ginting, de FDRMX, deu 4 de 5 estrelas, e descreveu a canção como "um ambiente aconchegante, que dá pra se sentir bem canção", mas também disse que "a sua alegre instrumental restringe-lo de ir além da superfície, o que tira o seu impacto emocional". Brian Mansfield, do USA Today descreve a música como "uma tentativa de um grampo sazonal, mas fica aquém da canção de Natal de Mariah Carey, "All I Want For Christmas Is You".

## Desempenho nas tabelas musicais
Posições
| Tabela musical (2014-2024)                     | Melhor posição |
| ---------------------------------------------- | -------------- |
| Austrália (ARIA Charts)                        | 5              |
| Bélgica (Ultratop 50 de Flandres)              | 12             |
| Bélgica (Ultratop 40 da Valônia)               | 22             |
| Canadá (Canadian Hot 100)                      | 18             |
| Dinamarca (Hitlisten)                          | 4              |
| Eslováquia (IFPI Slovenská Republika)          | 7              |
| Estados Unidos (Billboard Hot 100)             | 9              |
| Estados Unidos (Billboard Pop Songs)           | 39             |
| Estados Unidos (Hot Adult Contemporary Tracks) | 7              |
| Estados Unidos (Billboard Holiday 100)         | 1              |
| Estados Unidos - (Adult Pop Songs)             | 39             |
| Japão (Japan Hot 100)                          | 24             |
| Irlanda (Irish Recorded Music Association)     | 11             |
| Noruega (VG-lista)                             | 9              |
| Países Baixos (MegaCharts)                     | 8              |
| Chéquia (IFPI Česká Republika)                 | 5              |
| Reino Unido (UK Singles Charts)                | 8              |
| Suécia (Sverigetopplistan)                     | 4              |